# دار هاشيت أنطوان
دار هاشيت أنطوان هي دار نشر تأسسّت من خلال شراكة بين دار هاشيت الفرنسيّة ودار أنطوان اللبنانيّة. تمّت الشراكة في عام 2009م، وتعدّ امتدادًا لدار نشر نوفل التي تأسّست عام 1970م. وتهتمّ الدار بنشر كلّ ما هو كلاسيكيّ وحديث في عالم الأدب، وفروع أخرى، مثل: «الحياتيّات» و«الأطفال» و«المراجع» و«التربية».

## أبزر أعمالها
من أبرز مانشره الدار «ثلاثيّة أحلام مستغانمي» وروايتها «الأسود يليق بك» وغيرها من أهم أعمالها، ورواية «مجانين بيت لحم» للكاتب الفلسطيني أسامة العيسة «لم يصل عليهم أحد» للكاتب السوري خالد خليفة وورواية «وارسو قبل قليل» للكاتب اللبناني أحمد محسن ورواية «بنت الخيّاطة» لجمانة حدّاد، ورواية «مديح لنساء العائلة» للكاتب الفلسطيني محمود شقير والتي وصلت للقائمة القصيرة للجائزة العالميّة للرواية العربيّة «البوكر» 2016.